# Asedio de Port Arthur

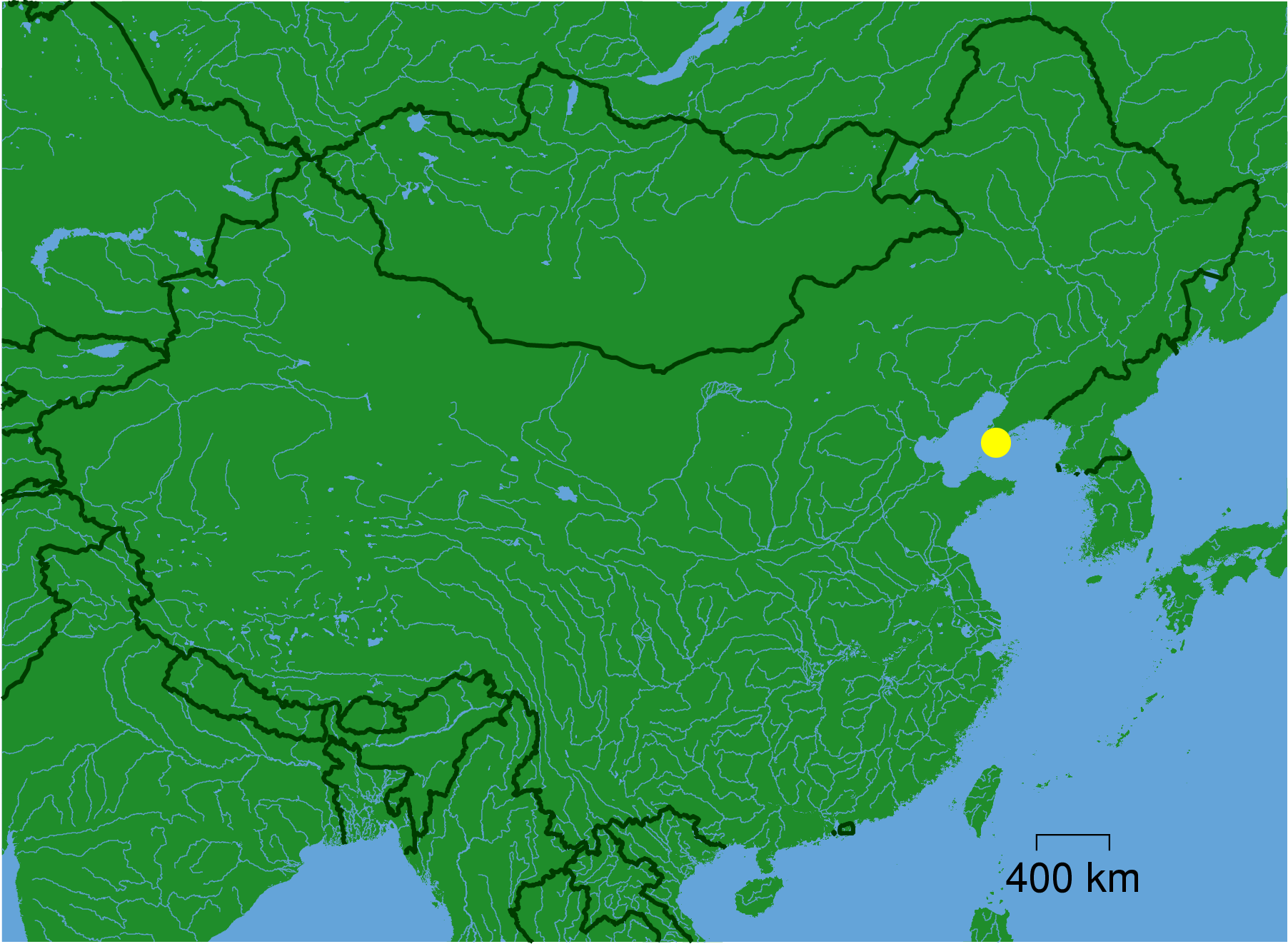
Localización dentro de China.

El asedio de Port Arthur ( japonés : 旅順 攻 囲 戦 , Ryojun Kōisen ; ruso: Оборона Порт-Артура , Oborona Port-Artura , 1 de agosto de 1904 - 2 de enero de 1905), el puerto de aguas profundas y la base naval rusa en la punta de la península de Liaodong en Manchuria , fue la batalla terrestre más larga y violenta de la guerra ruso-japonesa.
Port Arthur había sido ampliamente considerado como una de las posiciones más fuertemente fortificadas del mundo. Sin embargo, durante la Primera Guerra Sino-Japonesa , el general Nogi Maresuke había tomado la ciudad de las fuerzas Qing de China en solo unos pocos días. La facilidad de su victoria durante el conflicto anterior y el exceso de confianza del Estado Mayor japonés en su capacidad para superar las fortificaciones rusas mejoradas, llevaron a una campaña mucho más larga y pérdidas mucho mayores de lo esperado.
El Asedio de Port Arthur vio la introducción de mucha tecnología utilizada en las guerras siguientes del siglo XX (particularmente en la Primera Guerra Mundial ), incluidos obuses masivos de 28 cm capaces de arrojar proyectiles de 217 kilogramos (478 libras) a lo largo de 8 kilómetros (5.0 millas) , así como obuses de luz de disparo rápido , ametralladoras Maxim , rifles de cargador de cerrojo, enrredos de alambre de púas , cercas eléctricas , reflectores de lámparas de arco , señalización de radio táctica (y, en respuesta, el primer uso militar de interferencia de radio ), mano granadas , guerra de trincheras extensa, y el uso de minas navales modificadas como armas terrestres.

## Fondo
Las Fuerzas rusas que manejaba las defensas de Port Arthur bajo el mando del general Barón Anatoly Stoessel consistía en casi 50 000 hombres y 506 cañones (incluidas las tripulaciones de los buques de guerra rusos en el puerto) ) También tenía la opción de retirar los cañones de la flota para reforzar las defensas terrestres. La población total de Port Arthur en ese momento era de alrededor de 87 000, lo que significaba que una proporción muy alta de la población eran combatientes. Las mejoras rusas a las defensas de Port Arthur incluyeron un diseño de múltiples perímetros con campos de fuego superpuestos y haciendo el mejor uso posible del terreno natural. Sin embargo, muchos de los reductos y fortificaciones todavía estaban sin terminar, ya que los recursos considerables eran muy escasos o se habían desviado a mejorar las fortificaciones en Dalny, más al norte en la Península de Liaodong. El perímetro de defensa exterior de Port Arthur consistía en una línea de colinas, incluyendo Hsiaokushan y Takushan cerca del río Ta-ho en el este, y Namakoyama, Akasakayama, 174-Meter Hill, 203-Meter Hill y False Hill en el oeste. Todas estas colinas estaban fuertemente fortificadas. Aproximadamente 1,5 kilómetros (0,9 mi) detrás de esta línea defensiva estaba el muro chino original de piedra, que rodeaba el casco antiguo de Lushun desde el sur hasta el río Lun-ho en el noroeste. Los rusos habían continuado la línea del muro chino hacia el oeste y el sur, cerrando los accesos al puerto y la nueva ciudad de Port Arthur con fuertes de hormigón, emplazamientos de ametralladoras y trincheras conectadas. El general Stoessel se retiró a Port Arthur el 30 de julio de 1904. Frente a los rusos se encontraba el Tercer Ejército japonés, de unos 150 000 efectivos, respaldado por 474 cañones de artillería, bajo el mando del general Barón Nogi Maresuke.

## Las batallas

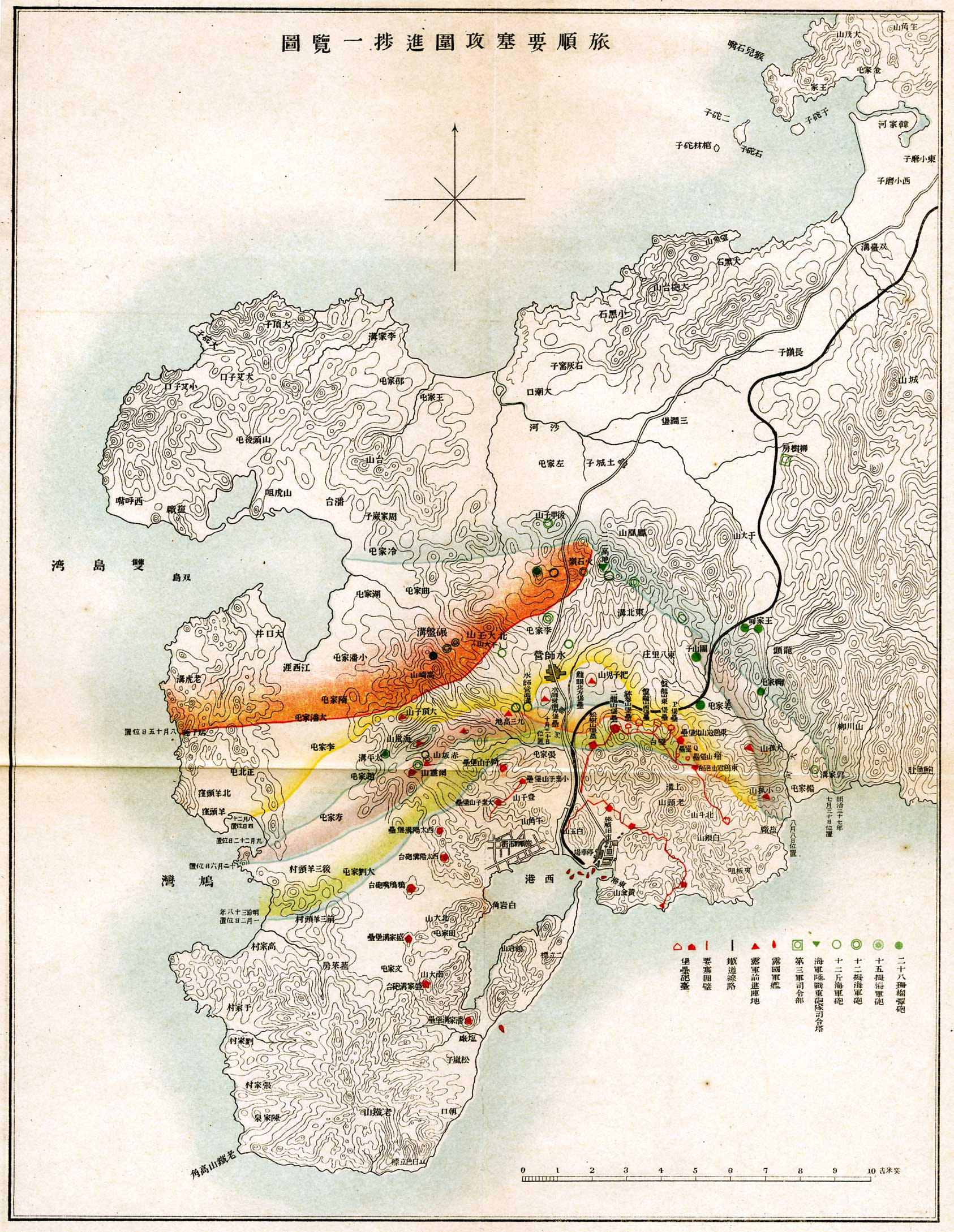
Avances del 3er Ejército japonés Línea azul: 30 de julio, Rojo: 15 de agosto, Amarillo: 20 de agosto, Verde: 2 de enero

### Batalla de las colinas huérfanas
El bombardeo de Port Arthur comenzó el 7 de agosto de 1904, con un par de armas 4,7 pulgadas (119,4 mm) con base en tierra, y se llevó a cabo de manera intermitente hasta el 19 de agosto de 1904. La Armada Imperial Japonesa también participó en el bombardeo costero, mientras que en el noreste el ejército se preparó para atacar las dos colinas semiaisladas que sobresalían del perímetro de defensa exterior: 600 pies (182,9 m; 182,9 m) Takushan alto (Big Orphan Hill) y Hsuaokushan más pequeño (Little Orphan Hill). Estas colinas no estaban fuertemente fortificadas, pero tenían pendientes pronunciadas y estaban frente al río Ta, que había sido represado por los rusos para proporcionar un obstáculo más fuerte. Las colinas tenían una vista de casi un kilómetro de terreno plano hasta las líneas japonesas, y por lo tanto era esencial que los japoneses tomaran estas colinas para completar su cerco a Port Arthur.
Después de golpear las dos colinas desde las 04:30 de la mañana hasta las 19:30 de la noche, el general Nogi lanzó un asalto frontal infantería, que fue obstaculizado por fuertes lluvias, poca visibilidad y densas nubes de humo. Los japoneses solo pudieron avanzar hasta las laderas de ambas colinas, y muchos soldados se ahogaron en el río Ta. Incluso los ataques nocturnos resultaron en bajas inesperadamente altas, ya que los rusos usaron poderosos reflectores para exponer a los atacantes a artillería y disparos de ametralladoras.
Sin inmutarse, Nogi reanudó el bombardeo de artillería al día siguiente, 8 de agosto de 1904, pero su asalto se detuvo nuevamente, esta vez debido a los fuertes disparos de la flota rusa liderada por el crucero Novik Nogi ordenó a sus hombres que siguieran adelante independientemente de las bajas. A pesar de cierta confusión en las órdenes detrás de las líneas rusas, que resultó en que algunas unidades abandonaron sus puestos, numerosas tropas rusas se mantuvieron tenazmente, y los japoneses finalmente lograron invadir las posiciones rusas principalmente por su superioridad en números. Takushan fue capturado a las 20:00, y a la mañana siguiente, 9 de agosto de 1904, Hsiaokushan también cayó ante los japoneses.

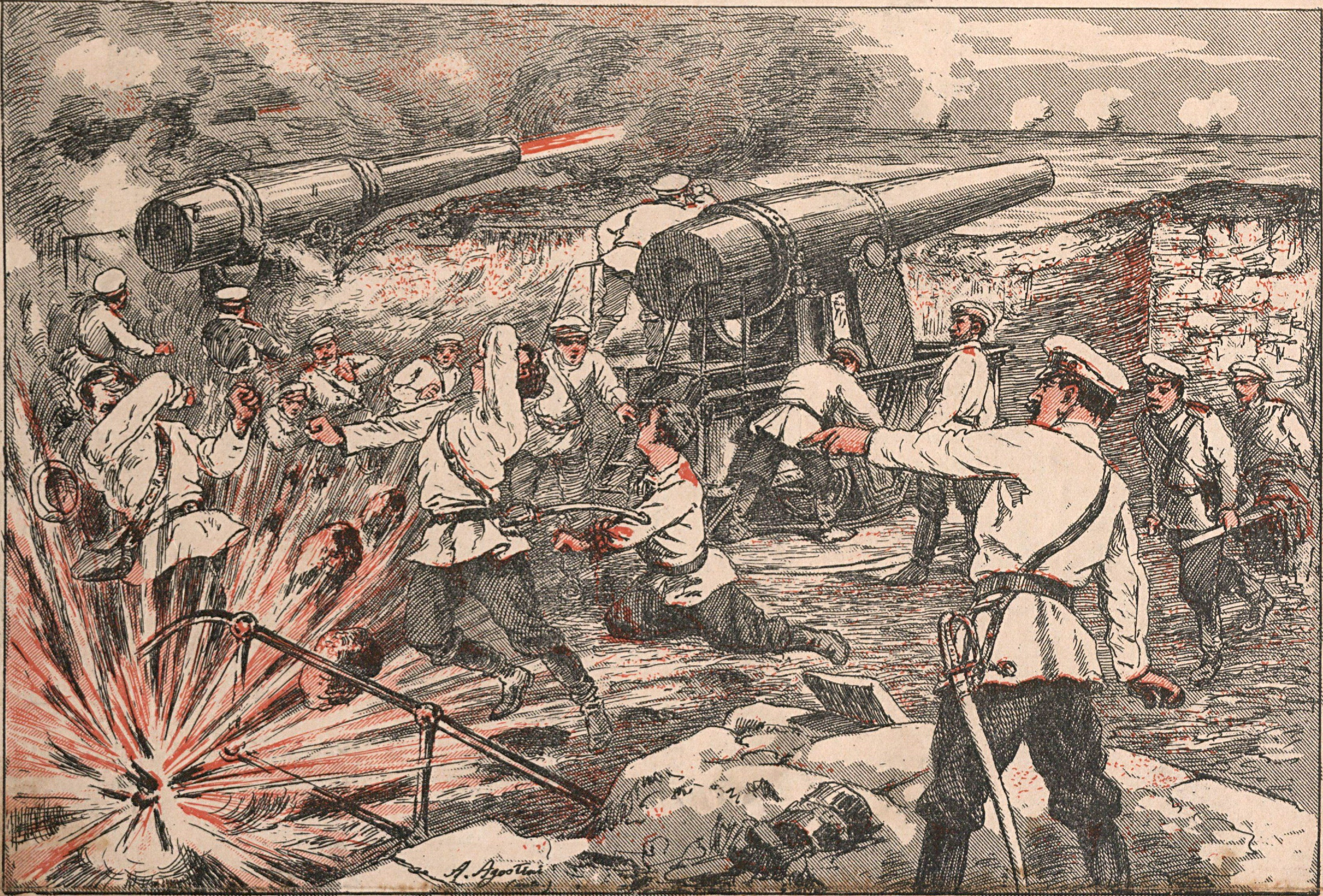
Asedio de Port-Arthur - Baterías rusas contra Togo (Angelo Agostini, O Malho, 1904).

Obtener estas dos colinas costó a los japoneses 1280 muertos y heridos. El Ejército Imperial Japonés se quejó amargamente a la Armada por la facilidad con que los rusos pudieron obtener apoyo de fuego naval, y en respuesta, la Armada japonesa trajo una batería de cañones de 12 libras, con un alcance suficiente para garantizar que no se repita una salida naval rusa.
Cuando se informó al  Zar Nicolás II de la pérdida de las dos colinas, esto le hizo considerar la seguridad de la Flota del Pacífico atrapada en Port Arthur, y envió órdenes inmediatas al Almirante Wilgelm Vitgeft, al mando de la flota después de la muerte del almirante Stepán Makárov, para unirse al escuadrón en Vladivostok. Vitgeft se hizo a la mar a las 08:30 el 10 de agosto de 1904, y se enfrentó a los japoneses que esperaban bajo el almirante Tōgō Heihachirō en lo que se conocería como Batalla del Mar Amarillo.
El 11 de agosto de 1904, los japoneses enviaron una oferta de alto el fuego temporal a Port Arthur, para que los rusos pudieran permitir que todos los no combatientes se fueran con garantía de seguridad. La oferta fue rechazada, pero todos los observadores militares extranjeros decidieron salir por seguridad el 14 de agosto de 1904.

### Batalla de 174 Meter Hill
Al mediodía del 13 de agosto de 1904, el general Nogi lanzó un reconocimiento fotográfico globo desde Wolf Hills, que los rusos intentaron derribar sin éxito. Según los informes, Nogi estaba muy sorprendido por la falta de coordinación de los esfuerzos de artillería rusos, y decidió proceder con un asalto frontal directo por el barranco de Wantai, que, de tener éxito, llevaría a las fuerzas japonesas directamente al corazón de la ciudad. Dada su alta tasa de bajas anterior y su falta de artillería pesada, la decisión creó controversia en su personal; Sin embargo, Nogi tenía órdenes de tomar Port Arthur lo más rápido posible.
Después de enviar un mensaje a la guarnición de Port Arthur exigiendo la rendición (que fue rechazada de inmediato), los japoneses comenzaron su asalto al amanecer del 19 de agosto de 1904. El ataque principal se dirigió a 174 Meter Hill, con ataques flanqueantes y de diversión a lo largo de la línea del fuerte Sung-shu a la batería Chi-Kuan. Las posiciones defensivas rusas en 174 Meter Hill fueron ocupadas por el 5.º y 13.º Regimientos de Siberia Oriental, reforzados por marineros, bajo el mando de Coronel Tretyakov, un veterano de la Batalla de Nanshan.
Tal como lo había hecho en la Batalla de Nanshan, Tretyakov, aunque tuvo su primera línea de trincheras invadida, tenazmente se negó a retirarse y mantuvo el control de 174 Meter Hill a pesar de las graves y crecientes bajas. Al día siguiente, 20 de agosto de 1904, Tretyakov solicitó refuerzos, pero, al igual que en Nanshan, ninguno llegó. Con más de la mitad de sus hombres muertos o heridos y con su orden desintegrada cuando pequeños grupos de hombres retrocedieron en confusión, Tretyakov no tuvo más remedio que retirarse, y 174 Meter Hill fue invadido por los japoneses. El asalto a 174 Meter Hill solo le había costado a los japoneses unos 1,800 muertos y heridos y a los rusos más de 1,000.
Los asaltos en las otras secciones de la línea rusa también le habían costado mucho a los japoneses, pero sin resultados y sin ganar terreno. Cuando Nogi finalmente suspendió su intento de penetrar el Wantai Ravine el 24 de agosto de 1904, solo tenía 174 Meter Hill y West and East Pan-lung para demostrar su pérdida de más de 16 000 hombres. Con todas las otras posiciones permaneciendo firmemente bajo el control ruso, Nogi finalmente decidió abandonar los ataques frontales en favor de un asedio prolongado.
El 25 de agosto de 1904, el día después del fracaso del último asalto de Nogi, el mariscal Ōyama Iwao enfrentó a los rusos bajo el mando del general Aleksey Kuropatkin en la Batalla de Liaoyang. 

### El asedio

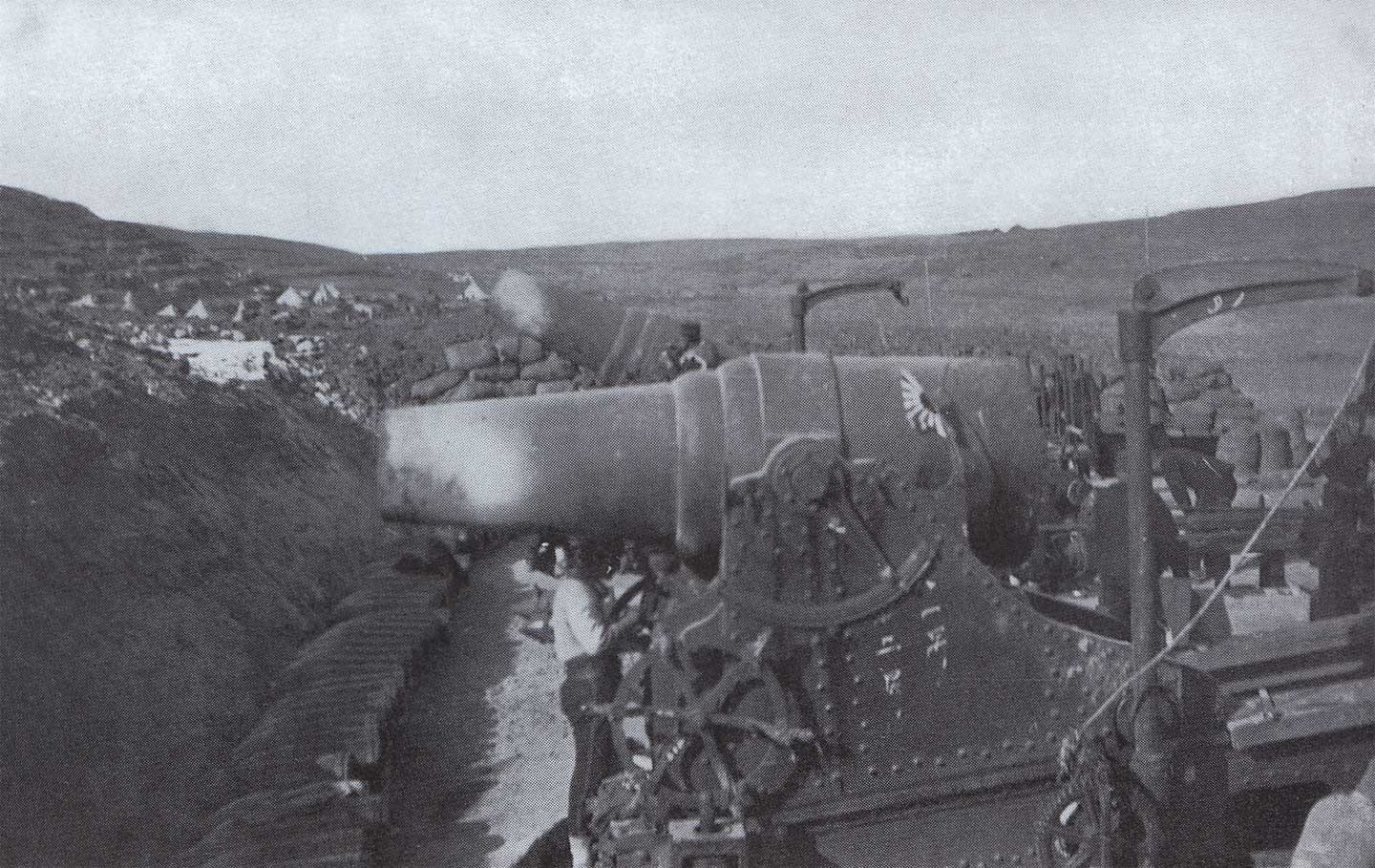
Obuses japoneses de 11 pulgadas durante el asedio de Port Arthur

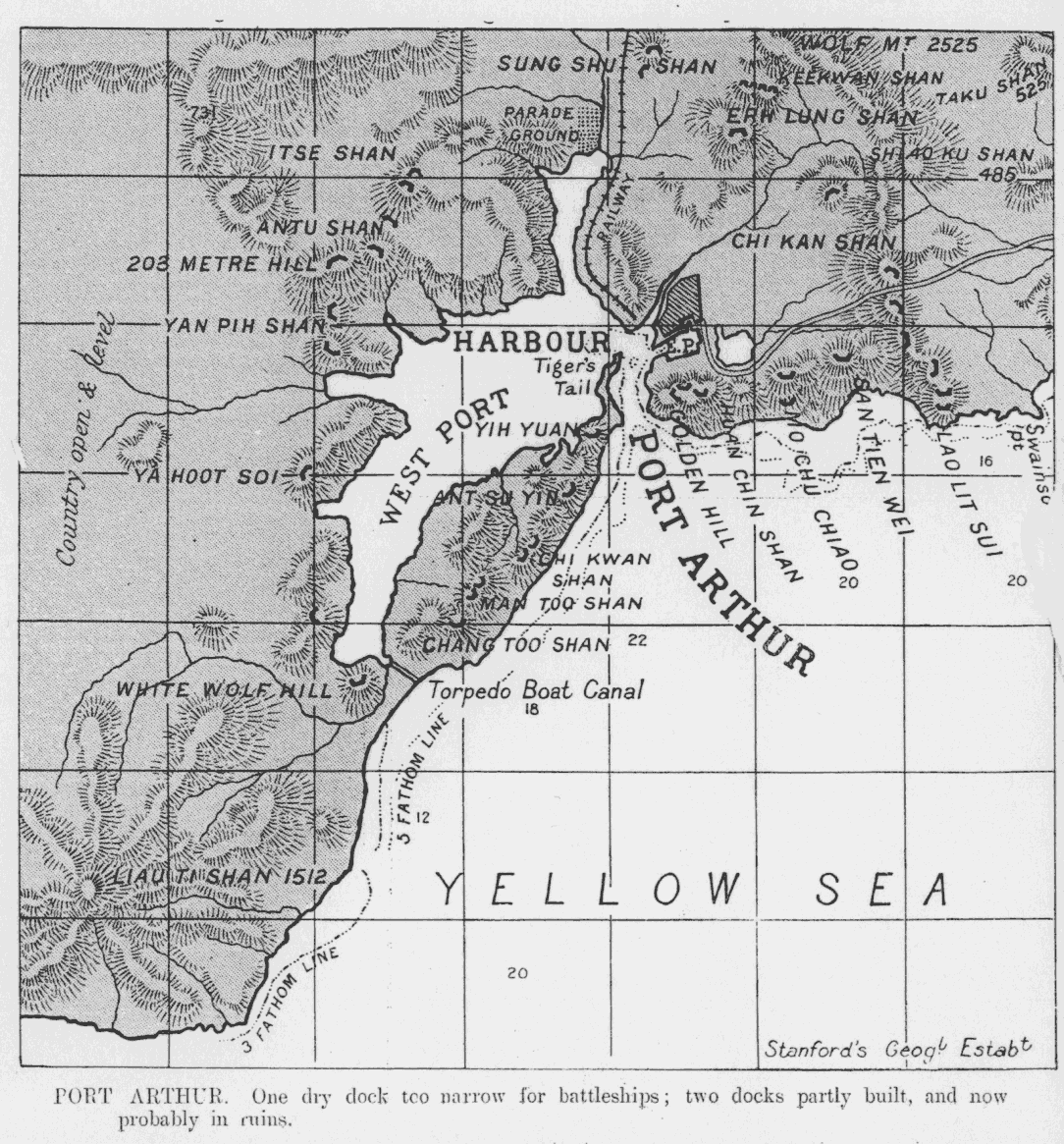
Mapa de Port Arthur

Habiendo fracasado en sus intentos de penetrar las fortificaciones de Port Arthur por asalto directo, Nogi ahora ordenó a zapadores construir trincheras y túneles debajo de los fuertes rusos para explotar minas terrestres para derribar los muros. A estas alturas, Nogi también había sido reforzado por artillería adicional y 16 000 tropas más de Japón, lo que compensó parcialmente las bajas sufridas en sus primeros asaltos. Sin embargo, el nuevo desarrollo importante fue la llegada de la primera batería de enormes 11 pulgadas (279,4 mm) obús de asedio s, reemplazando los perdidos cuando el transporte  Hitachi Maru , cargado con un batallón del Primer Regimiento de la Guardia de la Reserva, fue hundido por cruceros rusos el 15 de junio de 1904. Los obuses masivos de 11 pulgadas podían lanzar 227 kilogramos (500.4 -pound) más de 9 kilómetros (5.6 millas), y Nogi finalmente tuvo la potencia de fuego necesaria para hacer un intento serio contra las fortificaciones rusas. Los enormes proyectiles fueron apodados "trenes rugientes" por las tropas rusas (por el sonido que hicieron justo antes del impacto), y durante su período en Port Arthur se dispararon más de 35 000 de estos proyectiles. Los obuses Armstrong habían sido instalados originalmente en baterías costeras en fuertes con vistas a Bahía de Tokio y Bahía de Osaka, y habían sido destinados a operaciones antibuque.
Mientras los japoneses se pusieron a trabajar en la campaña sapping, el general Stoessel continuó pasando la mayor parte de su tiempo escribiendo cartas de queja al zar sobre la falta de cooperación de sus compañeros oficiales en la marina. La guarnición en Port Arthur estaba comenzando a experimentar graves brotes de escorbuto y disentería debido a la falta de alimentos frescos.
Nogi ahora desvió su atención hacia el Reducto del Templo y el Reducto de la Planta de Agua (también conocido como Reducto de Erhlung) hacia el este, y hacia 203 Meter Hill y Namakoyama al oeste. Curiosamente, en este momento ni Nogi ni Stoessel parecen haberse dado cuenta de la importancia estratégica de 203 Meter Hill: sus vistas despejadas del puerto (si fueron tomadas por los japoneses) les habrían permitido controlar el puerto y disparar contra el refugio de la flota rusa. ahí. Este hecho solo fue traído a la atención de Nogi cuando fue visitado por el general Kodama Gentarō, quien inmediatamente vio que la colina era la clave de toda la defensa rusa. [cita requerida]
A mediados de septiembre, los japoneses habían cavado más de ocho kilómetros (5 millas) de trincheras y se encontraban a 70 metros (230 pies) del Reducto de obras sanitarias, que atacaron y capturaron el 19 de septiembre de 1904. Posteriormente tomaron el Reducto del templo, mientras que otra fuerza de ataque fue enviada contra Namakoyama y 203 Meter Hill. El primero fue tomado ese mismo día, pero en 203 Meter Hill los defensores rusos cortaron las densas columnas de tropas atacantes con ametralladoras y disparos de cañones en franjas. El ataque fracasó y los japoneses se vieron obligados a retroceder, dejando el suelo cubierto con sus muertos y heridos. La batalla en 203 Meter Hill continuó durante varios días más, con los japoneses ganando terreno cada día, solo para ser contrarrestados cada vez por los contraataques rusos. Cuando el general Nogi abandonó el intento, había perdido más de 3500 hombres. Los rusos utilizaron el respiro para comenzar a fortalecer aún más las defensas en 203 Meter Hill, mientras que Nogi comenzó un prolongado bombardeo de artillería de la ciudad y esas partes del puerto dentro del alcance de sus armas.
Nogi intentó otro asalto masivo de "ola humana" en 203 Meter Hill el 29 de octubre de 1904, que, si tuvo éxito, estaba destinado a ser un regalo para el cumpleaños Emperador Meiji. Sin embargo, aparte de tomar algunas fortificaciones menores, el ataque fracasó después de seis días de combate cuerpo a cuerpo, dejando a Nogi con la muerte de 124 oficiales adicionales y 3611 soldados para informar a su Emperador en lugar de una victoria. El inicio del invierno hizo poco para frenar la intensidad de la batalla. Nogi recibió refuerzos adicionales de Japón, incluidos 18 obuses más Armstrong 11 pulgadas (279,4 mm), que fueron manipulados desde el ferrocarril por equipos de 800 soldados a lo largo de un largo de 13 km (8 millas) vía de vía estrecha que se había establecido expresamente para ese fin. Estos obuses se agregaron a las otras 450 armas que ya estaban en su lugar. Una innovación de la campaña fue la centralización del control de incendios japonés, con las baterías de artillería conectadas a la sede del campo por millas de líneas telefónicas. Ahora bien consciente de que la Flota Báltica rusa estaba en camino, el Cuartel General Imperial japonés entendió completamente la necesidad de destruir lo que los barcos rusos aún estaban en servicio en Port Arthur. Por lo tanto, se hizo esencial capturar 203 Meter Hill sin más demora, y la presión política comenzó a aumentar para el reemplazo de Nogi.
- Datos: Q210800
- Multimedia: Siege of Port Arthur / Q210800